# Temporada de tufões no Pacífico de 1997
A temporada de tufões no Pacífico de 1997 foi uma temporada recorde com 11 ciclones tropicais atingindo intensidade de super tufão, empatando o recorde com 1965 com os ciclones tropicais mais violentos do mundo. Não tem limites oficiais; durou o ano todo em 1997, mas a maioria dos ciclones tropicais tende a se formar no noroeste do Oceano Pacífico entre maio e novembro. Essas datas delimitam convencionalmente o período de cada ano em que a maioria dos ciclones tropicais se forma no noroeste do Oceano Pacífico.
O escopo deste artigo é limitado ao Oceano Pacífico, ao norte do equador e a oeste da Linha Internacional de Data. As tempestades que se formam a leste da Linha de Data e ao norte do equador são chamadas de furacões; ver temporada de furacões de 1997 no Pacífico. Tempestades tropicais formadas em toda a bacia do Pacífico oeste receberam um nome do Joint Typhoon Warning Center. As depressões tropicais nesta bacia têm o sufixo "W" adicionado ao seu número. As depressões tropicais que entram ou se formam na área de responsabilidade das Filipinas recebem um nome da Administração de Serviços Atmosféricos, Geofísicos e Astronômicos das Filipinas ou PAGASA. Muitas vezes, isso pode resultar na mesma tempestade com dois nomes.
Esta temporada teve 10 ciclones tropicais equivalentes à Categoria 5 de Saffir-Simpson, o maior número já registrado. Isso é ainda maior do que a temporada de furacões no atlântico de 2005, que teve quase metade do valor.

## Resumo sazonal
A temporada foi incomum e excepcional no número de super tufões que ocorreram na bacia. De acordo com o Joint Typhoon Warning Center, onze ciclones tropicais alcançaram o status de supertufão, dez dos quais se tornaram supertufões de categoria 5, marcando o maior número de tempestades de categoria 5 em uma única temporada já registrada. Onze tufões atingiram ventos de pelo menos 135 nós. Eles eram Isa, Nestor, Rosie, Winnie, Bing, Oliwa (no Pacífico Central), Ginger, Ivan, Joan, Keith e Paka (também no Pacífico Central). Isso se deveu ao El Niño de 1997-1998, que contribuiu para a quantidade recorde não apenas de supertufões, mas também de tempestades tropicais no Pacífico Ocidental e Oriental. Felizmente, a maioria dos sistemas mais fortes permaneceu no mar. Isso também se deve ao El Nino durante esse período.
Quando a poderosa tempestade tropical Peter atingiu o sul do Japão em 27 de junho, marcou a primeira vez que dois ciclones tropicais atingiram o Japão continental durante o mês de junho desde que registros confiáveis começaram em 1951.

## Sistemas

### Depressão tropical Hannah (Atring)
No início de janeiro, uma área de convecção se desenvolveu ao longo de uma depressão quase equatorial logo a oeste da Linha Internacional de Data. Seguiu continuamente para o oeste e permaneceu desorganizado por cerca de uma semana. Em 18 de janeiro, a convecção profunda aumentou à medida que uma circulação de baixo nível começou a se formar e, às 00:00 UTC de 19 de janeiro, desenvolveu-se na depressão tropical 01W, localizada a sudoeste de Guam. Com base em estimativas de imagens de satélite, o Joint Typhoon Warning Center o atualizou para a tempestade tropical Hannah seis horas após a primeira formação. A convecção profunda rapidamente se organizou em bandas ciclônicas bem definidas e, no início de 20 de janeiro, Hannah atingiu seu pico de intensidade de 97 km/h (60 mph) perto da ilha de Yap. O aumento do cisalhamento do vento sudeste enfraqueceu a tempestade, deixando sua convecção cada vez menor situada ao longo da porção norte da circulação. A interação com um grande e poderoso ciclone extratropical deixou a tempestade se movendo de forma irregular e, em 22 de janeiro, Hannah enfraqueceu para o status de depressão tropical. Seu movimento mudou para um movimento constante para o sudoeste e, em 27 de janeiro, Hannah se dissipou a uma curta distância a leste da ilha filipina de Mindanao.
Perto do final de sua duração, a Administração de Serviços Atmosféricos, Geofísicos e Astronômicos das Filipinas começou a emitir avisos sobre Hannah quando era uma depressão tropical; a instituição nomeou a tempestade de depressão tropical Atring. Hannah não foi considerada uma tempestade tropical pela Agência Meteorológica do Japão. Não houve relatos de danos ou feridos significativos.

### Tufão Isa
Isa desenvolveu-se a partir de um distúrbio no cavado de monção perto das Ilhas Carolinas em 12 de abril. Ele se moveu erraticamente no início, embora depois de atingir o status de tempestade tropical tenha se curvado para o oeste devido à cordilheira subtropical ao norte. Isa se intensificou muito gradualmente e, em 20 de abril, o tufão atingiu o pico de ventos de 1 minuto de 270 km/h (170 mph), conforme relatado pelo Joint Typhoon Warning Center; A Agência Meteorológica do Japão relatou ventos máximos de 155 em 10 minutos km/h (100 km/h). Depois de virar para o norte, ele acelerou para o nordeste e se fundiu com um ciclone extratropical maior em 24 de abril
No início de sua duração, Isa causou chuvas leves e ventos moderados em Pohnpei. Mais tarde, uma faixa de chuva estacionária do tufão lançou fortes precipitações em Guam durante a estação seca. Danos na área de responsabilidade do Serviço Nacional de Meteorologia de Guam totalizaram $ 1 milhões (1997 US$, US$ 1,3 milhões 2006 USD), a maior parte devido a danos nas colheitas. Nenhuma morte foi relatada.

### Tempestade tropical Jimmy
Um sistema de vento de oeste equatorial de baixo nível desenvolveu uma área de convecção em 18 de abril, o mesmo sistema que desenvolveu anteriormente o Tufão Isa. Ele derivou para oeste-noroeste e, em 21 de abril, separou-se do sistema de ventos de oeste. Às 04:00 UTC de 22 de abril, o Joint Typhoon Warning Center (JTWC) emitiu um alerta de formação de ciclone tropical no sistema e, duas horas depois, o JTWC emitiu o primeiro aviso sobre a tempestade tropical Jimmy quando se encontrava a 1 360 km sudeste de Guam. Coincidindo com seu primeiro alerta, a Agência Meteorológica do Japão (JMA) classificou-a como uma depressão tropical.
Jimmy continuou para noroeste através de uma quebra na cordilheira subtropical causada por Isa, e intensificou-se constantemente à medida que seguia por uma área de leve cisalhamento vertical do vento. Ele recurvou para o nordeste e, logo após atingir seu ponto mais a oeste, Jimmy atingiu seu pico de intensidade de 89 km/h (55 mph) em 24 de abril Por outro lado, JMA avaliou Jimmy como permanecendo uma tempestade tropical mínima ao longo de sua duração. Depois de manter ventos de pico por cerca de 18 horas, o aumento dos ventos de sudoeste no alto enfraqueceu rapidamente a tempestade e, no final de 25 de abril, o JTWC emitiu seu aviso final sobre Jimmy depois que seu centro de circulação de baixo nível ficou completamente exposto pela convecção profunda. Em 26 de abril, Jimmy foi absorvido por uma depressão frontal que se aproximava sobre o Oceano Pacífico aberto. A tempestade teve poucos efeitos em terra.

### Tempestade tropical Kelly
Uma crista equatorial de baixo nível desenvolveu uma área de convecção em 4 de maio. A baixa se fortaleceu à medida que se tornou mais organizada nos dois dias seguintes. No final de 5 de maio, o JTWC emitiu um TCFA e o sistema foi declarado depressão tropical 04W logo depois. A depressão se intensificou lentamente e foi atualizada para uma tempestade tropical no início de 8 de maio e recebeu o nome de Kelly. Kelly foi capaz de se intensificar ligeiramente antes de um forte cisalhamento vertical do vento deslocar o centro, enfraquecendo Kelly. Kelly foi rebaixado para uma depressão tropical em 10 de maio e a circulação remanescente se dissipou no dia seguinte.

### Tempestade tropical Levi (Bining)
A depressão tropical 5W derivou para o leste através das Filipinas no final de maio. A depressão continuou para o nordeste, tornando-se uma tempestade tropical e fazendo a transição para uma tempestade extratropical em 30 de maio Nas Filipinas, Levi matou 53 pessoas e deslocou outras 210.000.
De 26 a 29 de maio, a Administração de Serviços Atmosféricos, Geofísicos e Astronômicos das Filipinas rastreou a tempestade e a nomeou Bining.

### Tufão Marie
Em 23 de maio, uma grande área de convecção se agrupou para formar uma baixa pressão, sobre as Ilhas Marianas. Ele se fortaleceu em uma depressão tropical em 26 de maio, antes de se intensificar em um tufão de categoria 1, 2 dias depois. Marie então atingiu seu pico de intensidade em 31 de maio, como um tufão de categoria 2, antes de passar por um ciclo de substituição da parede do olho. A tempestade desenvolveu paredes de olho duplas durante o processo. Em 2 de junho, o sistema degenerou em um ciclone extratropical.

### Tufão Nestor
No final de maio, uma área de convecção se desenvolveu perto das Ilhas Marshall e rapidamente se tornou uma área de baixa pressão. Em 1 de junho, a área de baixa pressão se organizou em uma depressão tropical. Nestor se intensificou em um tufão de categoria 1 em 7 de junho, quando começou a afetar as Ilhas Marianas. Nestor continuou a se intensificar, e em 10 de junho, Nestor atingiu seu pico de intensidade como um supertufão de categoria 5, quando a tempestade começou a afetar as Ilhas Marianas do Norte. Nesta época, Nestor começou a apresentar características anulares. Nestor começou a enfraquecer lentamente, como típicos tufões anulares, enquanto desenvolvia um olho medindo 65 quilômetros de diâmetro. Em 15 de junho, Nestor fez a transição para um ciclone extratropical.

### Tufão Opal (Kuring)
De 15 a 18 de junho, a Administração de Serviços Atmosféricos, Geofísicos e Astronômicos filipinos rastreou a tempestade e a nomeou Kuring.
Em preparação para o Opal, as companhias aéreas japonesas cancelaram 107 voos domésticos e as autoridades portuárias interromperam todo o tráfego de balsas. Em todo o Japão, 6.750 escolas foram fechadas devido ao tufão. Uma pessoa se afogou depois de ser derrubada de seu barco pelo mar agitado enquanto tentava prendê-lo no porto. Fortes chuvas alagaram ruas em toda a região. A tempestade provocou 14 deslizamentos de terra, inundou 50 casas e cortou a energia de 800 residências. Ao todo, três pessoas foram mortas no Japão pelo Tufão Opal.

### Tufão Peter (Daling)
De 22 a 26 de junho, a PAGASA rastreou a tempestade e a chamou de Daling.
Antes da tempestade, voos internacionais e domésticos foram cancelados em todo o Japão e o serviço de balsa foi suspenso. As fortes chuvas produzidas pela tempestade provocaram deslizamentos de terra em todo o Japão, resultando em três mortes. Um deslizamento de terra causou um descarrilamento de trem que deixou 28 pessoas feridas após cobrir os trilhos. Uma das fatalidades da tempestade foi a de um soldado dos Estados Unidos estacionado em Iwakuni. A JMA estimou que mais de 360 mm (14 in) de chuva caiu devido ao Tufão Peter.

### Tufão Rosie (Elang)
Em 18 de julho, a depressão tropical 10W se formou perto das Ilhas Carolinas. 10W foi atualizado para a tempestade tropical Rosie e se tornou um Super tufão de Categoria 5 em 22 de julho. Rosie moveu-se para o norte e começou a enfraquecer. Rosie desembarcou como um tufão de Categoria em Shikoku, Japão em 26 de julho No Japão, cinco pessoas morreram e 1.200 foram deslocadas pela tempestade.
De 22 a 26 de julho, a Administração de Serviços Atmosféricos, Geofísicos e Astronômicos das Filipinas rastreou a tempestade e a nomeou Elang.

### Tempestade tropical Scott
Em meados de julho, formou-se uma circulação de nível médio dentro do vale tropical superior da troposfera. A circulação aumentou em direção à superfície e, em 20 de julho, o sistema desenvolveu uma circulação de baixo nível com convecção associada dispersa. Com base em sua organização, a Agência Meteorológica do Japão (JMA) classificou o sistema como uma depressão tropical fraca no início de 20 de julho, enquanto localizava cerca de 820 km a nordeste de Farallon de Pajaros, a ilha mais setentrional das Ilhas Marianas do Norte. O desenvolvimento inicial foi impedido pela saída do Tufão Rosie; depois de flutuar para noroeste por 2 dias o sistema virou para o nordeste e, em 24 de julho, a influência de Rosie diminuiu muito. Consequentemente, a organização da depressão aumentou rapidamente e, em 24 de julho, o Joint Typhoon Warning Center (JTWC) a classificou como depressão tropical 11W.
Um anticiclone crescente a noroeste forçou a depressão a sudeste. Tornou-se cada vez menos organizado e, em 26 de julho, o JTWC emitiu um aviso final sobre o sistema, acreditando que estava se dissipando. Pouco tempo depois, no entanto, o sistema começou a se reorganizar e, em 27 de julho, o sistema evoluiu para a tempestade tropical Scott. A tempestade seguiu para noroeste, depois para oeste e finalmente virou para nordeste. Scott se fortaleceu gradualmente para atingir ventos de pico de 105 km/h (65 mph) em 29 de julho A JMA atualizou a depressão para o status de tempestade tropical em 28 de julho e avaliou sua intensidade máxima em 75 km/h (45 km/h). Scott manteve seu pico de intensidade por cerca de 12 horas antes de enfraquecer lentamente à medida que acelerava para nordeste. Em 2 de agosto, a tempestade fundiu-se com uma crista frontal que se aproximava, e no dia seguinte o JMA considerou que Scott se dissipou enquanto se localizava perto da ilha de Gareloi, no Alasca. A tempestade tropical Scott nunca afetou a terra. A tempestade foi o único ciclone tropical durante a temporada a não se formar a partir do cavado de monção.

### Tufão Tina (Huling)
De 31 de julho a 6 de agosto, a Administração de Serviços Atmosféricos, Geofísicos e Astronômicos filipinos rastreou a tempestade e a nomeou Huling.

### Tempestade tropical severa Victor (Goring)
De 30 a 31 de julho, a Administração de Serviços Atmosféricos, Geofísicos e Astronômicos filipinos rastreou a tempestade e a nomeou Goring. Na China, Victor matou 65 pessoas e causou $ 241 milhões em danos.

### Tufão Winnie (Ibiang)
Em 5 de agosto, uma área de baixa pressão se formou perto das Ilhas Marshall, que se organizou na depressão tropical 14W no dia seguinte. Dirigiu-se para noroeste, fortalecendo-se lentamente para uma tempestade tropical no dia 9. A intensificação tornou-se mais rápida à medida que as condições se tornaram mais favoráveis, e Winnie atingiu a força do tufão no dia 10. Dois dias depois, Winnie se tornou o 4º Super Tufão da temporada com ventos máximos de 260 km/h (160 mph). Logo depois, o olho tornou-se irregular e grande, com uma parede de olho externa atingindo 200 milhas de diâmetro. No dia 18, um tufão mínimo Winnie passou ao norte de Taiwan e atingiu o leste da China, onde desacelerou até degenerar em uma baixa remanescente no dia 20. O remanescente continuou para o nordeste, trazendo fortes chuvas e danos em toda a China até o dia 23. Ao todo, Winnie matou pelo menos 372 pessoas, deslocadas em 1 milhões e gerou US$ 3,2 bilhões em prejuízos.

### Tempestade tropical severa Yule
A Tempestade tropical severa Yule fundiu-se com a depressão tropical 16W no início da sua existência.

### Depressão tropical 16W
A depressão tropical de 16W desenvolveu-se a partir de uma fraca perturbação tropical a 13 de Agosto. A perturbação foi relativamente próxima de outra perturbação que acabaria por se tornar a Tempestade tropical severa Yule. A 17 de agosto, a perturbação tinha desenvolvido convecção suficiente para ser declarada uma depressão tropical. No entanto, ao ser classificada como depressão, já começava a ser influenciada pela vizinha Yule. 16W acabou por ser ultrapassada pela Yule e uma fusão dos dois sistemas teve lugar a 19 de agosto, levando à dissipação da depressão.

### Tempestade tropical severa Zita (Luming)
Originário de um distúrbio tropical sobre o Mar da China Meridional em 19 de agosto, Zita seguiu para o oeste enquanto se fortaleceu rapidamente em uma região de leve cisalhamento do vento, atingindo ventos de 140 km/h (87 mph) quando atingiu a costa ao longo da Península de Leizhou no início de 22 de agosto. Mantendo essa intensidade, a tempestade fez um segundo landfall no norte do Vietnã mais tarde naquele dia, antes de enfraquecer rapidamente sobre a terra. Os remanescentes de Zita foram observados pela última vez no extremo noroeste do Vietnã em 24 de agosto. No início de sua existência, a tempestade foi monitorada pela PAGASA e foi designada com o nome local de Luming. Ao longo do caminho de Zita, sete pessoas foram mortas e $ 438 milhões foram causados em danos, quase todos na China.

### Tufão Amber (Miling)
O Tufão Amber foi o décimo oitavo ciclone tropical da temporada. A depressão tropical inicialmente seguiu lentamente para oeste-noroeste entre a cordilheira subtropical e o Tufão Zita e se desenvolveu em um ritmo mais rápido que o normal. Em 26 de agosto, a tempestade tropical Cass se formou a oeste-sudoeste, o que acelerou o movimento de Amber para noroeste devido a uma interação Fujiwhara. Ele passou por ciclos de substituição da parede do olho de 25 a 27 de agosto e passou perto de Taiwan/Taipé com ventos máximos sustentados de 95 nós, então através do Estreito de Formosa para a China como um tufão mínimo. Em 30 de agosto, Amber absorveu completamente Cass, no interior da China, antes de degenerar em uma baixa remanescente e se dissipar também, mais tarde naquele dia. Danos causados pelo Tufão Amber totalizaram US$ 52 milhões.
Durante grande parte de sua duração, a Administração de Serviços Atmosféricos, Geofísicos e Astronômicos filipinos rastreou a tempestade e a nomeou Miling.

### Tufão Bing
Como uma tempestade tropical, Bing escovou as Ilhas Marianas e produziu chuvas torrenciais. Após fortes chuvas anteriores no início do mês, um máximo de chuva de 157 mm (6,17 in) na Base Aérea de Andersen em Guam e 132 mm (5,19 in) em Tiyan. Um deslizamento de terra em Santa Rita causou danos estruturais significativos. até 1 de setembro, Bing contornou as Ilhas Bonin. Ventos sustentados atingiram 55 km/h e as rajadas atingiram o pico de 75 km/h. Os remanescentes extratropicais de Bing trouxeram fortes chuvas para as Ilhas Aleutas entre 6 e 7 de setembro. Os ventos também passaram de 95 km/h (59 mph) em algumas áreas.

### Tempestade tropical Cass
Em 25 de agosto, uma área de baixa pressão se desenvolveu no Mar da China Meridional, a oeste das Filipinas, associada à dissipação da convecção da tempestade tropical Zita. A área de baixa pressão começou a se fortalecer e lentamente se tornou uma depressão tropical em 28 de agosto. O sistema falhou em se fortalecer por um tempo, devido a um sistema muito mais forte a leste de Cass, o Tufão Amber. No entanto, o Tufão Amber logo começou a se mover para o norte, um pouco mais longe de Cass, mas foi o suficiente para Cass se fortalecer em uma tempestade tropical. Quando o próximo Tufão Amber começou a atingir Taiwan, um forte influxo do sul do Tufão Amber puxou Cass para o norte, em um efeito conhecido como efeito Fujiwhara. Quando o Tufão Amber atingiu a costa e se moveu para o interior sobre o leste da China, Cass foi puxado para muito perto do Tufão Amber, enquanto Cass mantinha a força da tempestade tropical. Isso enfraqueceu severamente a tempestade, que atingiu a costa em 30 de agosto. Cass foi então absorvido pelo Tufão Amber, pouco tempo depois, no interior da China.

### Tufão Oliwa
Em 2 de setembro, a monção formou a depressão tropical Dois-C no Pacífico Central. Dirigiu-se lentamente para o oeste, tornando-se uma tempestade tropical em 3 de setembro. Mais tarde naquele dia, Oliwa cruzou a Linha Internacional de Data, e continuou a se fortalecer lentamente para se tornar um tufão em 8 de setembro. Oliwa se fortaleceu rapidamente em 9 de setembro para atingir um pico de ventos de 160 mph; o sexto Super Tufão do ano. Oliwa enfraqueceu lentamente à medida que se movia para o oeste e atingiu o Japão em 15 e 16 de setembro. No Japão, as graves inundações causadas pelo tufão mataram 12 pessoas e deslocaram outras 30.000. 10 pessoas foram dadas como desaparecidas, mas possivelmente mortas. Em 17 de setembro, o JTWC emitiu o aviso final sobre Oliwa enquanto estava na porção leste do Mar do Japão. A tempestade então cruzou o norte do Japão e acelerou sobre o oceano Pacífico aberto, onde se dissipou em 19 de setembro, perto da Linha Internacional de Data ao sul das Ilhas Aleutas.

### Tufão David
A perturbação que se transformou no Tufão David foi observada pela primeira vez em 9 de setembro, em um vale de monção a nordeste de Kwajalein. A pós-análise demonstrou posteriormente que o sistema atingiu a intensidade da depressão tropical em 10 de setembro. Na manhã de 15 de setembro, atingiu sua intensidade máxima de 95 kn (109 mph; 176 km/h). O tufão passou perto de Minami-Tori-shima com ventos sustentados de 65 kn (75 mph; 120 km/h) em 16 de setembro e, depois de enfraquecer para a força da tempestade tropical, passou perto de Chichijima dois dias depois. Durante esse período, o ciclone virou para o nordeste, aproximando-se de Honshu em 19 de setembro. O JTWC emitiu seu aviso final em 20 de setembro, quando o sistema fez a transição para uma baixa extratropical enquanto estava a caminho do Golfo do Alasca.

### Depressão tropical Ella
A Ella teve origem no Pacífico Central, tornando-se em depressão tropical 23W no dia 20 de setembro, de acordo com o JTWC, depois uma tempestade tropical mais tarde nesse dia. Tomou uma rota ao nordeste, dissipando-se a 24 de Setembro.

### Tempestade tropical severa Fritz
Durante o conjunto médio, uma crista de monção desenvolveu-se no mar meridional da China. A convecção profunda desenvolveu-se perto da periferia da circulação de baixo nível antes de se consolidar rapidamente perto do centro em 20 de setembro. Nesta altura, o JTWC classificou o sistema como depressão tropical 22W enquanto situado perto da costa do Vietname. Devido à proximidade de terra, o sistema lutou para se desenvolver até se virar acentuadamente para leste em 22 de setembro.
No Vietname, Fritz matou 28 pessoas e causou $5,1 milhões em prejuízos.

### Tufão Ginger
O Tufão Ginger originou-se de um distúrbio tropical de baixa latitude perto da Linha Internacional de Data em 21 de setembro. No dia seguinte, a convecção profunda se consolidou em torno de um centro de circulação de baixo nível e formaram -se bandas ao redor do sistema. Às 0530 UTC, o JTWC emitiu um Alerta de Formação de Ciclone Tropical para o sistema. Mais tarde naquele dia, o sistema foi designado como depressão tropical 24W. Seguindo em uma direção mais ao norte, a depressão se intensificou em uma tempestade tropical no dia seguinte, momento em que recebeu o nome de Ginger. O fortalecimento contínuo ocorreu em uma taxa climatológica até que foi atualizado para um tufão em 25 de setembro. Ao se tornar um tufão, Ginger passou por um período de desenvolvimento explosivo.
Nesse período, a tempestade se intensificou para um supertufão de categoria 5, com ventos chegando a 265 km/h (165 mph) por 00:00 UTC em 27 de setembro. Nessa época, Ginger apresentava um olho pequeno e bem definido cercado por um nublado denso central suave e grandes bandas alimentadoras convectivas. O ambiente geral sem nuvens ao redor do sistema permitiu que o escoamento cobrisse uma grande área. Pouco depois de atingir o pico, a tempestade começou a se recurvar para o nordeste e enfraquecer. Acelerando gradativamente, a tempestade começou a passar por uma transição extratropical. O JTWC emitiu seu aviso final sobre o tufão às 06:00 UTC em 30 de setembro. Várias horas depois, o sistema extratropical enfraqueceu abaixo da intensidade do tufão. Os restos de Ginger persistiram por mais dois dias enquanto seguiam rapidamente para o oeste dos Estados Unidos. Até 2 de outubro, a tempestade atingiu a região e se dissipou logo em seguida.
Os remanescentes do Tufão Ginger trouxeram ventos fortes e chuvas fortes para o oeste dos Estados Unidos. Os ventos ao longo da costa do Oregon chegaram a 111 km/h (69 mph). O maior total de precipitação foi registrado em Felida, Washington em 33 mm (1,3 in). A energia também foi brevemente cortada para 450 pessoas pelos ventos fortes.

### Depressão tropical Hank
A tempestade tropical Hank se originou de uma área de baixa pressão sobre o Mar da China Meridional no final de setembro. Convecção mínima foi associada ao sistema e apenas ventos fracos foram registrados. Nos dias seguintes, o sistema foi se organizando gradativamente e até 3 de outubro, o JTWC emitiu um TCFA para o sistema. No entanto, na análise pós-tempestade, descobriu-se que Hank já era uma tempestade tropical nessa época. No momento em que o TCFA foi emitido, Hank atingiu seu pico de intensidade com ventos de 75 km/h (47 mph) antes de sucumbir ao forte cisalhamento do vento. No final de 3 de outubro, Hank enfraqueceu para uma depressão tropical e inicialmente pensou-se que havia atingido a costa; no entanto, a análise de satélite mostrou que o centro não cruzou a terra até 5 de outubro, pouco antes de se dissipar. Não houve relatos de danos em relação à tempestade.

### Depressão tropical 26W
A depressão tropical 26W desenvolveu-se a partir de uma área de clima perturbado localizada perto das Ilhas Marianas em 29 de setembro. Ao passar perto de Guam, a perturbação foi designada como depressão tropical. Pouco depois, a depressão tornou-se desorganizada quando o cisalhamento do vento deslocou a convecção associada à tempestade. Nos próximos 24 horas, a depressão estagnou em resposta às fracas correntes de direção antes que uma cordilheira subtropical se desenvolvesse ao norte e fizesse com que o sistema se movesse rapidamente para o oeste. A baixa se separou de quase toda a sua convecção em 6 de outubro antes de ser absorvida por um sistema frontal no dia seguinte.

### Tufão Ivan (Narsing)
Formando-se a partir de uma área de clima perturbado em 13 de outubro, Ivan gradualmente se intensificou em um tufão enquanto seguia continuamente para o oeste-noroeste. Em outubro Em 15 de novembro, a tempestade se intensificou rapidamente e atingiu uma intensidade correspondente ao status de categoria 5 na escala de furacões Saffir-Simpson. final de 17 de outubro, Ivan atingiu sua força máxima com ventos de 295 km/h (183 mph) e uma pressão barométrica de 905 hPa (mbar). Pouco depois, o tufão começou a enfraquecer ao se aproximar das Filipinas. Ivan finalmente chegou ao norte de Lução com ventos de 220 km/h (140 mph) em 20 de outubro antes de enfraquecer para uma tempestade tropical no dia seguinte. A tempestade então se curvou para nordeste e se tornou extratropical em 25 de outubro, dissipando-se no dia seguinte. Durante sua existência, Ivan foi monitorado pela PAGASA e designado com o nome local de Narsing.
Embora Ivan fosse uma forte tempestade ao atingir a costa, seus efeitos foram relativamente menores em comparação com a intensidade da tempestade; no entanto, 14 pessoas morreram durante a tempestade e outras duas foram dadas como desaparecidas. As indústrias agrícolas sofreram os danos mais graves, pois milhares de animais morreram afogados na tempestade. Nas Filipinas, os danos totalizaram US$ 9,6 milhões (1997 USD; $ 13,1 milhões 2009 USD). Um total de 1 779 casas foram destruídas, outras 13.771 foram danificadas e 4.600 hectares de terras agrícolas foram inundados pela tempestade.

### Tufão Joan
O Tufão Joan causou danos significativos nas Ilhas Marshall. Os danos mais graves ocorreram em Anatahan, onde 37 casas foram destruídas. Três pessoas ficaram feridas durante os preparativos para a tempestade, quando uma rajada de vento soprou uma folha de compensado contra os moradores. Os danos da tempestade totalizaram $ 200.000, principalmente em Anatahan.

### Tufão Keith
O décimo de onze ciclones tropicais a atingir a intensidade do supertufão no oeste do Pacífico Norte em 1997, Keith formou-se em baixas latitudes nas Ilhas Marshall. Foi um dos dez ciclones tropicais que se formaram a leste de 160°E e ao sul de 20°N — dentro do " El Niño ". Keith era um Ciclone tropical recurvado que passava entre as Ilhas de Rota e Tinian (apenas 93 km (50 nmi) de distância) na parte oeste de sua pista recurvada. As imagens do NEXRAD de Guam indicaram que a nuvem da parede do olho de Keith nunca tocou a terra ao passar pelo canal estreito entre essas duas ilhas. Como tal, as Ilhas Marianas foram poupadas de toda a força de Keith. O vento compacto de Keith e a estrutura de nuvens foram revelados pelos ventos de oeste equatoriais NEXRAD de Guam, delimitados por depressões quase equatoriais gêmeas que precederam a formação de Keith e um gêmeo do Hemisfério Sul.

### Tempestade tropical severa Linda (Openg)
O Tufão Linda, depois de passar pelas Filipinas e pelo Mar da China Meridional, atingiu a Península Malaia em 3 de novembro. Ele se fortaleceu novamente na Baía de Bengala, mas o cisalhamento vertical fez com que Linda se dissipasse no dia 9.
Em 2 de novembro, Linda atingiu a ponta sul do Vietnã, a província de Cà Mau, causando estragos sem precedentes com 3 070 pessoas mortas no Vietnã, a maioria das quais se afogou no mar. Quase 80 000 casas foram destruídas e quase 140.000 seriamente danificadas. A infraestrutura (estradas, escolas e hospitais) também sofreu muito e enormes extensões de arrozais foram inundadas. As províncias mais atingidas foram Kiên Giang, Cà Mau, Bạc Liêu, Sóc Trăng, Trà Vinh, Bến Tre e Vũng Tàu. Foi o pior tufão a atingir a área em 100 anos. Danos da tempestade totalizaram VND 7 trilhões (US$ 409 milhão).
Em outros lugares na Tailândia e nas Filipinas, Linda causou mais mortes por inundações e danos gravese também comprido.

### Tempestade tropical Mort (Pining)
De 12 a 16 de novembro, a Administração de Serviços Atmosféricos, Geofísicos e Astronômicos filipinos rastreou a tempestade e a nomeou Pining.
Os remanescentes da tempestade tropical Mort trouxeram fortes chuvas locais para áreas do norte de Luzon, resultando em pequenas inundações.

### Tufão Paka (Rubing)
O último super tufão do ano se desenvolveu no Pacífico Central em 28 de novembro. Moveu-se para o oeste, tornando-se uma tempestade tropical antes de cruzar a Linha Internacional de Data em 7 de dezembro. As condições eram marginalmente favoráveis ao desenvolvimento, e Paka permaneceu uma tempestade tropical até 10 de dezembro, quando se tornou um tufão. Cinco dias depois, Paka atingiu a força do Super Tufão, o décimo primeiro do ano. No dia seguinte cruzou Guam, e em 18 de dezembro, Paka atingiu um pico de ventos de 185 mph. Depois de causar grandes danos nos grupos menores de ilhas do Pacífico Ocidental, Paka enfraqueceu rapidamente e se dissipou em 22 de dezembro.
O Tufão Paka afetou primeiro as Ilhas Marshall, onde deixou cair fortes chuvas e deixou $ 80 milhões em danos (1997 USD, $ 109 milhões 2009 USD). Mais tarde, passou ao norte de Guam, onde ventos fortes destruíram cerca de 1 500 edifícios e danificaram mais de 10.000; 5.000 das pessoas ficaram desabrigadas e a ilha sofreu uma queda de energia total após o tufão. Danos na ilha totalizaram $ 500 milhões (1997 USD, $ 680 milhões 2009 USD), o que justificou a aposentadoria de seu nome. Paka também causou danos leves nas Ilhas Marianas do Norte e, no geral, o tufão não causou mortes relatadas.

## Nomes das tempestades
Durante a temporada, 29 ciclones tropicais nomeados se desenvolveram no Pacífico Ocidental e foram nomeados pelo Joint Typhoon Warning Center, quando foi determinado que eles haviam se tornado tempestades tropicais. Esses nomes foram contribuídos para uma lista revisada que começou em 1996.
| Hannah | Isa   | Jimmy | Kelly | Levi  | Marie | Nestor | Opal   | Peter | Rosie | Scott | Tina  | Victor | Winnie | Yule |
| Zita   | Amber | Bing  | Cass  | David | Ella  | Fritz  | Ginger | Hank  | Ivan  | Joan  | Keith | Linda  | Mort   |      |

### Filipinas
| Atring         | Bining                  | Kuring                  | Daling                            | Elang                              |
| Goring         | Huling                  | Ibiang                  | Luming                            | Miling                             |
| Narsing        | Openg                   | Pining                  | Rubing                            | Saling (sem usar)                  |
| Tasing         | Unsing (sem ser usado)  | Walding (sem ser usado) | Yeyeng (sem usar) (sem ser usado) |                                    |
| Lista auxiliar |                         |                         |                                   |                                    |
|                |                         |                         |                                   | Anding (sem usar)                  |
| Binang         | Kadiang (sem ser usado) | Dinang (sem ser usado)  | Epang (sem ser usado)             | Gundang (sem usar) (sem ser usado) |

A Administração de Serviços Atmosféricos, Geofísicos e Astronômicos das Filipinas (PAGASA) usa seu próprio esquema de nomenclatura para ciclones tropicais em sua área de responsabilidade. A PAGASA atribui nomes às depressões tropicais que se formam dentro de sua área de responsabilidade e a qualquer ciclone tropical que possa se mover para dentro de sua área de responsabilidade. Caso a lista de nomes para um determinado ano se revele insuficiente, os nomes são retirados de uma lista auxiliar, os primeiros 10 dos quais são publicados todos os anos antes do início da temporada. Esta é a mesma lista usada na temporada de 1993. A PAGASA usa seu próprio esquema de nomenclatura que começa no alfabeto filipino, com nomes femininos filipinos terminando com "ng" (A, B, K, D, etc. ). Esta lista de nomenclatura não foi usada novamente, pois a PAGASA iniciou um novo esquema de nomenclatura na temporada de 2001. Os nomes que não foram atribuídos/usados são marcados em cinzento.

## Efeitos sazonais
Esta tabela resume todos os sistemas que se desenvolveram ou se moveram para o Oceano Pacífico Norte, a oeste da Linha Internacional de Data durante 1997. As tabelas também fornecem uma visão geral da intensidade de um sistema, duração, áreas de terra afetadas e quaisquer mortes ou danos associados ao sistema.
| Nome                | Datas ativo                            | Classificação máxima       | Velocidade de vento sustentados | Pressão               | Áreas afetadas                                             | Danos (USD)    | Fatalidades  | Refs |
| ------------------- | -------------------------------------- | -------------------------- | ------------------------------- | --------------------- | ---------------------------------------------------------- | -------------- | ------------ | ---- |
| Hannah (Atring)     | 19–24 de janeiro                       | Depressão tropical         | 65 km/h (40 mph)                | 1.002 hPa (29,6 inHg) | Ilhas Carolinas                                            | Nenhum         | Nenhum       |      |
| Isa                 | 12–23 de abril                         | Very strong yphoon         | 155 km/h (100 mph)              | 940 hPa (28 inHg)     | Ilhas Carolinas, Ilhas Marianas                            | $1 000 000     | Nenhum       |      |
| Jimmy               | 22–26 de abril                         | Tempestade tropical        | 65 km/h (40 mph)                | 994 hPa (29,4 inHg)   | Ilhas Marshall, Ilhas Carolinas                            | Nenhum         | Nenhum       |      |
| Kelly               | 6–10 de maio                           | Tempestade tropical        | 65 km/h (40 mph)                | 998 hPa (29,5 inHg)   | Ilhas Marshall                                             | Nenhum         | Nenhum       |      |
| Levi (Bining)       | 26–30 de maio                          | Tempestade tropical        | 75 km/h (45 mph)                | 992 hPa (29,3 inHg)   | Filipinas, Ilhas Ryukyu                                    | Desconhecido   | 53           |      |
| Marie               | 27 de maio – 1 de junho                | Tufão forte                | 120 km/h (75 mph)               | 965 hPa (28,5 inHg)   | Ilhas Marshall                                             | Nenhum         | Nenhum       |      |
| Nestor              | 5–14 de junho                          | Tufão muito forte          | 185 km/h (115 mph)              | 930 hPa (27 inHg)     | Ilhas Carolinas, Ilhas Marianas                            | Nenhum         | Nenhum       |      |
| Opal (Kuring)       | 14–20 de junho                         | Tufão forte                | 140 km/h (85 mph)               | 960 hPa (28 inHg)     | Japão                                                      | Nenhum         | 3            |      |
| Peter (Daling)      | 22–28 de junho                         | Tufão forte                | 120 km/h (75 mph)               | 970 hPa (29 inHg)     | Japão                                                      | Nenhum         | 3            |      |
| TD                  | 22 de junho                            | Depressão tropical         | Não definido                    | 1.006 hPa (29,7 inHg) | Ilhas Marshall                                             | Nenhum         | Nenhum       |      |
| TD                  | 22–30 de junho                         | Depressão tropical         | Não definido                    | 1.006 hPa (29,7 inHg) | Ilhas Carolinas                                            | Nenhum         | Nenhum       |      |
| TD                  | 23–24 de junho                         | Depressão tropical         | Não definido                    | 1.004 hPa (29,6 inHg) | Ilhas Marianas                                             | Nenhum         | Nenhum       |      |
| TD                  | 29–30 de junho                         | Depressão tropical         | Não definido                    | 1.008 hPa (29,8 inHg) | Nenhum                                                     | Nenhum         | Nenhum       |      |
| TD                  | 2–7 de julho                           | Depressão tropical         | Não definido                    | 1.004 hPa (29,6 inHg) | Ilhas Carolinas                                            | Nenhum         | Nenhum       |      |
| TD                  | 11–12 de julho                         | Depressão tropical         | Não definido                    | 1.008 hPa (29,8 inHg) | Filipinas                                                  | Nenhum         | Nenhum       |      |
| Rosie (Elang)       | 18–31 de julho                         | Tufão muito forte          | 185 km/h (115 mph)              | 920 hPa (27 inHg)     | Ilhas Carolinas, Japão                                     | Desconhecido   | 5            |      |
| TD                  | 18–20 de julho                         | Depressão tropical         | Não definido                    | 1.014 hPa (29,9 inHg) | Ilha Wake                                                  | Nenhum         | Nenhum       |      |
| Scott               | 20 de julho – 2 de agosto              | Tempestade tropical        | 75 km/h (45 mph)                | 992 hPa (29,3 inHg)   | Nenhum                                                     | Nenhum         | Nenhum       |      |
| TD                  | 24–26 de julho                         | Depressão tropical         | Não definido                    | 1.010 hPa (30 inHg)   | Ilhas Carolinas                                            | Nenhum         | Nenhum       |      |
| TD                  | 25 de julho – 1 de agosto              | Depressão tropical         | Não definido                    | 1.000 hPa (30 inHg)   | Nenhum                                                     | Nenhum         | Nenhum       |      |
| Tina (Huling)       | 29 de julho – 9 de agosto              | Tufão forte                | 140 km/h (85 mph)               | 955 hPa (28,2 inHg)   | Ilhas Ryukyu, Coreia do Sul                                | Nenhum         | Nenhum       |      |
| Victor (Goring)     | 30 de julho – 4 de agosto              | Tempestade tropical severa | 110 km/h (70 mph)               | 980 hPa (29 inHg)     | China                                                      | $241 000 000   | 65           |      |
| Winnie (Ibiang)     | 6–20 de agosto                         | Tufão muito forte          | 185 km/h (115 mph)              | 915 hPa (27,0 inHg)   | Ilhas Marianas, Ilhas Ryukyu, Taiwan, China Oriental       | $3 200 000 000 | 372          |      |
| Yule                | 16–22 de agosto                        | Tempestade tropical severa | 100 km/h (65 mph)               | 980 hPa (29 inHg)     | Ilhas Marshall                                             | Nenhum         | Nenhum       |      |
| 16W                 | 17–18 de agosto                        | Depressão tropical         | 55 km/h (35 mph)                | 1.004 hPa (29,6 inHg) | Nenhum                                                     | Nenhum         | Nenhum       |      |
| Zita (Luming)       | 20–24 de agosto                        | Tempestade tropical severa | 100 km/h (65 mph)               | 980 hPa (29 inHg)     | China meridional                                           | $438 000 000   | 352          |      |
| Amber (Miling)      | 21–31 de agosto                        | Strong yphoon              | 150 km/h (90 mph)               | 950 hPa (28 inHg)     | Filipinas, Taiwan, China                                   | $52 000 000    | Desconhecido |      |
| TD                  | 22–24 de agosto                        | Depressão tropical         | Não definido                    | 1.002 hPa (29,6 inHg) | Nenhum                                                     | Nenhum         | Nenhum       |      |
| Bing                | 26 de agosto – 4 de setembro           | Tufão muito forte          | 155 km/h (100 mph)              | 940 hPa (28 inHg)     | Ilhas Marianas                                             | Nenhum         | 5            |      |
| TD                  | 27 de agosto                           | Depressão tropical         | Não definido                    | 1.010 hPa (30 inHg)   | Nenhum                                                     | Nenhum         | Nenhum       |      |
| Cass                | 27–30 de agosto                        | Tempestade tropical        | 85 km/h (50 mph)                | 992 hPa (29,3 inHg)   | China                                                      | Nenhum         | Nenhum       |      |
| TD                  | 3 de setembro                          | Depressão tropical         | Não definido                    | 1.010 hPa (30 inHg)   | Ilhas Marshall                                             | Nenhum         | Nenhum       |      |
| Oliwa               | 3–16 de setembro                       | Tufão muito forte          | 185 km/h (110 mph)              | 915 hPa (27,0 inHg)   | Ilhas Marianas, Japão, Coreia do Sul                       | $50 100 000    | 12           |      |
| David               | 11 de setembro –19                     | Tufão muito forte          | 155 km/h (100 mph)              | 945 hPa (27,9 inHg)   | Ilhas Marshall, Japão                                      | Nenhum         | Nenhum       |      |
| Ella                | 20–24 de setembro                      | Depressão tropical         | 65 km/h (40 mph)                | 1.002 hPa (29,6 inHg) | Ilhas Carolinas                                            | Nenhum         | Nenhum       |      |
| Fritz               | 21–27 de setembro                      | Tempestade tropical severa | 100 km/h (65 mph)               | 980 hPa (29 inHg)     | Vietnam, Camboja, Laos                                     | $5 100 000     | 28           |      |
| Ginger              | 23–30 de setembro                      | Tufão muito forte          | 175 km/h (110 mph)              | 925 hPa (27,3 inHg)   | Ilhas Marshall                                             | Nenhum         | Nenhum       |      |
| Hank                | 28 de setembro – 4 de outubro          | Depressão tropical         | 65 km/h (40 mph)                | 1.004 hPa (29,6 inHg) | Vietname                                                   | Nenhum         | Nenhum       |      |
| 26W                 | 2–8 de outubro                         | Depressão tropical         | 55 km/h (35 mph)                | 1.008 hPa (29,8 inHg) | Ilhas Marianas                                             | Nenhum         | Nenhum       |      |
| Ivan (Narsing)      | 13–25 de outubro                       | Tufão violento             | 195 km/h (120 mph)              | 905 hPa (26,7 inHg)   | Ilhas Marshall, Ilhas Carolinas, Ilhas Marianas, Filipinas | $9 600 000     | 14           |      |
| Joan                | 13–24 de outubro                       | Tufão violento             | 195 km/h (120 mph)              | 905 hPa (26,7 inHg)   | Ilhas Marshall, Ilhas Carolinas, Ilhas Marianas            | $200 000       | 1            |      |
| Keith               | 26 de outubro – 8 de dezembro          | Tufão violento             | 205 km/h (125 mph)              | 910 hPa (27 inHg)     | Ilhas Marshall, Ilhas Carolinas, Ilhas Marianas            | $15 000 000    | Nenhum       |      |
| TD                  | 27–29 de outubro                       | Depressão tropical         | Não definido                    | 1.008 hPa (29,8 inHg) | Filipinas                                                  | Nenhum         | Nenhum       |      |
| Linda (Openg)       | 31 de outubro – 3 de dezembro          | Tempestade tropical severa | 95 km/h (60 mph)                | 985 hPa (29,1 inHg)   | Vietnam, Tailândia                                         | $385 000 000   | 3 123        |      |
| Mort (Pining)       | 9–16 de novembro                       | Tempestade tropical        | 85 km/h (50 mph)                | 992 hPa (29,3 inHg)   | Ilhas Carolinas, Filipinas                                 | Nenhum         | Nenhum       |      |
| TD                  | 11 de dezembro                         | Depressão tropical         | Não definido                    | 1.016 hPa (30,0 inHg) | Nenhum                                                     | Nenhum         | Nenhum       |      |
| Paka (Rubing)       | 7–23 de dezembro                       | Tufão muito forte          | 185 km/h (115 mph)              | 920 hPa (27 inHg)     | Ilhas Marshall, Ilhas Carolinas, Ilhas Marianas            | $580 000 000   | Desconhecido |      |
| Totais da temporada |                                        |                            |                                 |                       |                                                            |                |              |      |
| 47 sistemas         | 19 de janeiro – 23 de dezembro de 1997 |                            | 205 km/h (125 mph)              | 905 hPa (26,7 inHg)   |                                                            | $4 586 900 000 | 4.036        |      |